# The Legend of Bagger Vance (film)
The Legend of Bagger Vance er en filmatisering af bogen med samme navn, filmen omhandler Bagger Vance (Will Smith), som er en dygtig og mystisk golfcaddie. Den dygtige caddie hjælper den unge mand, Rannulph Junuh (Matt Damon), med sit golfspil til en stor turnering.

## skuespillere
- Will Smith som Bagger Vance
- Matt Damon som Rannulph Junuh

## Eksterne Henvisninger
- The Legend of Bagger Vance på Internet Movie Database (engelsk)
- The Legend of Bagger Vance på Filmdatabasen
- The Legend of Bagger Vance i Svensk Filmdatabas (svensk)
- The Legend of Bagger Vance på AlloCiné (fransk)
- The Legend of Bagger Vance på MovieMeter (nederlandsk)
- The Legend of Bagger Vance på AllMovie (engelsk)
- The Legend of Bagger Vance hos American Film Institute (engelsk)
- The Legend of Bagger Vance på Turner Classic Movies (engelsk)
- The Legend of Bagger Vance på The Movie Database (engelsk)
- The Legend of Bagger Vance på Rotten Tomatoes (engelsk)

1. ↑  Navnet er anført på engelsk og stammer fra Wikidata hvor navnet endnu ikke findes på dansk.